# Belgique aux Jeux paralympiques d'été de 2020
La Belgique participe aux Jeux paralympiques d'été de 2020 à Tokyo.  C'est sa seizième apparition aux jeux depuis 1960.
Michèle George (Dressage) et Bruno Vanhove (Goalball) ont été désignés comme porte-drapeau de la délégation à la cérémonie d'ouverture.

## Bilan général

### Bilan par sport
| Place | Sport              | Médaille d'or, Jeux paralympiques | Médaille d'argent, Jeux paralympiques | Médaille de bronze, Jeux paralympiques | Total | Rang pays |
| ----- | ------------------ | --------------------------------- | ------------------------------------- | -------------------------------------- | ----- | --------- |
| 1     | Équitation         | 2                                 | 0                                     | 2                                      | 4     | 3e        |
| 2     | Athlétisme         | 1                                 | 1                                     | 2                                      | 4     | 33e       |
| 3     | Tennis de table    | 1                                 | 0                                     | 1                                      | 2     | 11e       |
| 4     | Cyclisme sur route | 0                                 | 2                                     | 2                                      | 4     | 12e       |
| 5     | Cyclisme sur piste | 0                                 | 0                                     | 1                                      | 1     | 13e       |
| Total | Total              | 4                                 | 3                                     | 8                                      | 15    | 31e       |

### Bilan par jour de compétition
| Jour        | Médaille d'or, Jeux paralympiques | Médaille d'argent, Jeux paralympiques | Médaille de bronze, Jeux paralympiques | Total |
| ----------- | --------------------------------- | ------------------------------------- | -------------------------------------- | ----- |
| 26 août     | 1                                 | 0                                     | 2                                      | 3     |
| 28 août     | 1                                 | 0                                     | 1                                      | 2     |
| 30 août     | 1                                 | 0                                     | 1                                      | 2     |
| 31 août     | 0                                 | 2                                     | 3                                      | 5     |
| 2 septembre | 0                                 | 1                                     | 0                                      | 1     |
| 3 septembre | 1                                 | 0                                     | 1                                      | 2     |
| Total       | 4                                 | 3                                     | 8                                      | 15    |

### Bilan par sexe
| Sexe   | Médaille d'or, Jeux paralympiques | Médaille d'argent, Jeux paralympiques | Médaille de bronze, Jeux paralympiques | Total |
| ------ | --------------------------------- | ------------------------------------- | -------------------------------------- | ----- |
| Hommes | 2                                 | 3                                     | 5                                      | 10    |
| Femmes | 0                                 | 0                                     | 1                                      | 1     |
| Mixte  | 2                                 | 0                                     | 2                                      | 4     |
| Total  | 4                                 | 3                                     | 8                                      | 15    |

### Multi-médaillés
| Athlète        | Sport(s)           | Médaille d'or, Jeux paralympiques | Médaille d'argent, Jeux paralympiques | Médaille de bronze, Jeux paralympiques | Total |
| -------------- | ------------------ | --------------------------------- | ------------------------------------- | -------------------------------------- | ----- |
| Michèle George | Équitation         | 2                                 | 0                                     | 0                                      | 2     |
| Peter Genyn    | Athlétisme         | 1                                 | 1                                     | 0                                      | 2     |
| Tim Celen      | Cyclisme sur route | 0                                 | 1                                     | 1                                      | 2     |
| Manon Claeys   | Équitation         | 0                                 | 0                                     | 2                                      | 2     |
| Roger Habsch   | Athlétisme         | 0                                 | 0                                     | 2                                      | 2     |

## Médaillés
| Sport                   | Discipline             | Sportifs                              | Performance               | Date        |
| Médailles d’or : 4      |                        |                                       |                           |             |
| Équitation              | Grand prix - Grade V   | Michèle George                        | 76.476                    | 26 août     |
| Équitation              | Libre - Grade V        | Michèle George                        | 80.590                    | 30 août     |
| Tennis de table         | Individuel – Classe 9  | Laurens Devos                         | bat Ma (3-1)              | 28 août     |
| Athlétisme              | 100 metres T51         | Peter Genyn                           | 20.33 s                   | 3 septembre |
| Médailles d’argent : 3  |                        |                                       |                           |             |
| Cyclisme sur route      | Contre-la Montre C2    | Ewoud Vromant                         | 36 min 11,79 s            | 31 août     |
| Athlétisme              | 200 metres T51         | Peter Genyn                           | 37,11 s                   | 31 août     |
| Cyclisme sur route      | Course en ligne T1–2   | Tim Celen                             | 52 min 15 s               | 2 septembre |
| Médailles de bronze : 8 |                        |                                       |                           |             |
| Équitation              | Grand prix - Grade IV  | Manon Claeys                          | 72.853                    | 26 août     |
| Cyclisme sur piste      | Poursuite - B          | Griet Hoet pilote : Anneleen Monsieur | 1 min 7 s 943             | 26 août     |
| Tennis de table         | Individuel – Classe 11 | Florian van Acker                     | battu par von Einem (2-3) | 28 août     |
| Équitation              | Libre - Grade IV       | Manon Claeys                          | 75.680                    | 30 août     |
| Athlétisme              | 200 metres T51         | Roger Habsch                          | 38,33 s                   | 31 août     |
| Cyclisme sur route      | Contre-la-montre H1    | Maxime Hordies                        | 47 min 01,23 s            | 31 août     |
| Cyclisme sur route      | Contre-la-montre T1–2  | Tim Celen                             | 30 min 44,21 s            | 31 août     |
| Athlétisme              | 200 metres T51         | Roger Habsch                          | 20,76 s                   | 3 septembre |

## Nombre d’athlètes qualifiés par sport
Voici la liste des qualifiés belges par sport :
| Sport           | Femmes | Hommes | Total |
| --------------- | ------ | ------ | ----- |
| Athlétisme      | 2      | 2      | 4     |
| Boccia          | 1      | 0      | 1     |
| Cyclisme        | 6      | 2      | 8     |
| Equitation      | 1      | 3      | 4     |
| Goalball        | 6      | 0      | 6     |
| Natation        | 1      | 1      | 2     |
| Tennis fauteuil | 2      | 0      | 2     |
| Tennis de table | 3      | 0      | 3     |
| Tir à l'arc     | 1      | 0      | 1     |
| Total           | 23     | 8      | 31    |

## Athlétisme
Piste - Hommes
| Athlète      | Épreuve  | Finale   | Finale                                 |
| Athlète      | Épreuve  | Résultat | Rang                                   |
| ------------ | -------- | -------- | -------------------------------------- |
| Peter Genyn  | 100m T51 | 20 s 33  | Médaille d'or, Jeux paralympiques      |
| Peter Genyn  | 200m T51 | 37 s 11  | Médaille d'argent, Jeux paralympiques  |
| Roger Habsch | 100m T51 | 20 s 76  | Médaille de bronze, Jeux paralympiques |
| Roger Habsch | 200m T51 | 38 s 33  | Médaille de bronze, Jeux paralympiques |

Piste - Femmes
| Athlète       | Épreuve  | Série       | Série       | Finale        | Finale   |
| Athlète       | Épreuve  | Résultat    | Rang        | Résultat      | Rang     |
| ------------- | -------- | ----------- | ----------- | ------------- | -------- |
| Gitte Haenen  | 100m T63 | 16 s 70     | 6e          | Éliminée      | Éliminée |
| Joyce Lefevre | 100m T34 | Non disputé | Non disputé | 19 s 63       | 7e       |
| Joyce Lefevre | 800m T34 | Non disputé | Non disputé | 2 min 24 s 96 | 7e       |

Concours - Femmes
| Athlète      | Épreuve              | Finale   | Finale | Finale |
| Athlète      | Épreuve              | Résultat | Rang   |        |
| ------------ | -------------------- | -------- | ------ | ------ |
| Gitte Haenen | Saut en longueur T63 | 3,72 m   | 9e     |        |

## Boccia
| Athlète          | Compétition    | Phase de Poule         | Phase de Poule             | Phase de Poule    | Phase de Poule | Quart de finale | Demi-Finale | Finale  |
| Athlète          | Compétition    | Match 1                | Match 2                    | Match 3           | Rang           | Quart de finale | Demi-Finale | Finale  |
| ---------------- | -------------- | ---------------------- | -------------------------- | ----------------- | -------------- | --------------- | ----------- | ------- |
| Francis Rombouts | Individuel BC2 | Battu par Mezik 10 - 2 | Battu par Saengampa 2* - 2 | Bat Hipwell 8 - 1 | 3e             | Éliminé         | Éliminé     | Éliminé |

## Cyclisme
Hommes : Diederick Schelfhout, Ewoud Vromant,  Jean-François Deberg, Jonas van de Steene, Maxime Hordies, Tim Celen, Laurence Vandevyver
Femmes : Griet Hoet

### Cyclisme sur route
Hommes
| Athlète              | Catégorie                    | Temps           | Rang                                   |
| -------------------- | ---------------------------- | --------------- | -------------------------------------- |
| Maxime Hordies       | Course contre-la-montre H1   | 47 min 01 s 23  | Médaille de bronze, Jeux paralympiques |
| Maxime Hordies       | Course en ligne H1-2         | -1 tour         | 6e                                     |
| Tim Celen            | Course contre-la-montre T1-2 | 30 min 44 s 21  | Médaille de bronze, Jeux paralympiques |
| Tim Celen            | Course en ligne T1-2         | 52 min 15 s     | Médaille d'argent, Jeux paralympiques  |
| Jean-François Deberg | Course en ligne H3           | 2 h 41 min 33 s | 5e                                     |
| Diederick Schelfhout | Course contre-la-montre C3   | 38 min 54 s 84  | 12e                                    |
| Diederick Schelfhout | Course en ligne C1-3         | 2 h 11 min 06   | 8e                                     |
| Jonas Van de Steen   | Course contre-la-montre H4   | 44 min 07 s 03  | 9e                                     |
| Jonas Van de Steen   | Course en ligne H4           | 2 h 23 min 54 s | 4e                                     |
| Ewoud Vromant        | Course contre-la-montre C2   | 36 min 11 s 79  | Médaille d'argent, Jeux paralympiques  |
| Ewoud Vromant        | Course en ligne C1-3         | 2 h 19 min 19 s | 16e                                    |

Femmes
| Athlète                               | Catégorie                    | Temps          | Rang |
| ------------------------------------- | ---------------------------- | -------------- | ---- |
| Griet Hoet pilote : Anneleen Monsieur | Course contre-la-montre B    | 52 min 07 s 58 | 7e   |
| Griet Hoet pilote : Anneleen Monsieur | Course en ligne B            | DNF            | NC   |
| Laurence Vandevyver                   | Course contre-la-montre H1-3 | 41 min 07 s 14 | 8e   |

Mixte
| Athlètes                                                    | Catégorie                | Temps     | Rang |
| ----------------------------------------------------------- | ------------------------ | --------- | ---- |
| Jonas Van de Steen Laurence Vandevyver Jean-François Deberg | Relai par équipes - H1-5 | 57 min 08 | 8e   |

### Cyclisme sur piste
Hommes
| Athlète              | Catégorie      | Qualifications | Qualifications | Finale Course pour la médaille de bronze | Finale Course pour la médaille de bronze |
| Athlète              | Catégorie      | Résultat       | Rang           | Résultat                                 | Rang                                     |
| -------------------- | -------------- | -------------- | -------------- | ---------------------------------------- | ---------------------------------------- |
| Diederick Schelfhout | Poursuite C3   | 3 min 30 s 284 | 5e             | Éliminé                                  | Éliminé                                  |
| Diederick Schelfhout | Kilomètre C1-3 | Non disputé    | Non disputé    | 1 min 08 s 825                           | 7e                                       |
| Ewoud Vromant        | Poursuite C2   | DSQ            | DSQ            | Éliminé                                  | Éliminé                                  |

Femmes
| Athlète                               | Catégorie   | Qualifications | Qualifications | Finale Course pour la médaille de bronze | Finale Course pour la médaille de bronze |
| Athlète                               | Catégorie   | Résultat       | Rang           | Résultat                                 | Rang                                     |
| ------------------------------------- | ----------- | -------------- | -------------- | ---------------------------------------- | ---------------------------------------- |
| Griet Hoet pilote : Anneleen Monsieur | Kilomètre B | Non disputé    | Non disputé    | 1 min 07 s 943                           | Médaille de bronze, Jeux paralympiques   |
| Griet Hoet pilote : Anneleen Monsieur | Poursuite B | 3 min 25 s 418 | 4e             | Battu par Holl 3 min 25 s 654            | 4e                                       |

## Équitation
| Athlète         | Cheval            | Catégorie | Grand Prix individuel | Grand Prix individuel                  | Grand Prix libre | Grand Prix libre                       |             | Par équipe | Par équipe | Par équipe |
| Athlète         | Cheval            | Catégorie | Score                 | Rang                                   | Score            | Rang                                   | Score indiv | Total      | Rang       |            |
| --------------- | ----------------- | --------- | --------------------- | -------------------------------------- | ---------------- | -------------------------------------- | ----------- | ---------- | ---------- | ---------- |
| Barbara Minneci | Stuart            | Grade III | 70.853                | 6e                                     | 73.840           | 4e                                     | 72.265      | 223.087    | 5e         |            |
| Manon Claeys    | San Dior 2        | Grade IV  | 72.853                | Médaille de bronze, Jeux paralympiques | 75.680           | Médaille de bronze, Jeux paralympiques | 73.775      | 223.087    | 5e         |            |
| Michèle George  | Best of 8         | Grade V   | 76.524                | Médaille d'or, Jeux paralympiques      | 80.590           | Médaille d'or, Jeux paralympiques      | 77.047      | 223.087    | 5e         |            |
| Kevin Van Ham   | Eros Van Ons Heem | Grade V   | 69.357                | 7e                                     | 70.860           | 8e                                     | -           | 223.087    | 5e         |            |

## Goalball
L'équipe masculine de Belgique a obtenu sa qualification grâce à sa médaille de bronze aux mondiaux 2018
La composition est  : Wassime Amnir, Rob Eijssen, Klison Mapreni, Arne Vanhove, Bruno Vanhove, Tom Vanhove
Thijs Dewilde et Glenn Van Thournout occupent les places de réservistes.
Tournoi masculin
Classement - groupe B
| Rang | Équipe    | Pts | J | G | N | P | Bp | Bc | Diff |
| ---- | --------- | --- | - | - | - | - | -- | -- | ---- |
| 1    | Belgique  | 6   | 4 | 2 | 0 | 2 | 18 | 13 | +5   |
| 2    | Ukraine   | 6   | 4 | 2 | 0 | 2 | 18 | 15 | +3   |
| 3    | Turquie   | 6   | 4 | 2 | 0 | 2 | 15 | 15 | 0    |
| 4    | Chine     | 6   | 4 | 2 | 0 | 2 | 21 | 22 | -1   |
| 5    | Allemagne | 6   | 4 | 2 | 0 | 2 | 16 | 23 | -7   |

| Match | Date                 | Équipe 1  | Résultat | Équipe 2 |
| ----- | -------------------- | --------- | -------- | -------- |
| 8     | 26 août 2021 à 9h00  | Belgique  | 10 - 30  | Chine    |
| 15    | 27 août 2021 à 9h00  | Turquie   | 04 - 60  | Belgique |
| 27    | 28 août 2021 à 19h00 | Allemagne | 02 - 00  | Belgique |
| 31    | 29 août 2021 à 13h15 | Belgique  | 02 - 40  | Ukraine  |

Quart de finale
| Quart-de-finale    | Belgique             | 4–7 | Lituanie                                 | Makuhari Messe, Tokyo                                    |                                                          |
| 31 août 2021 17:45 | T. Vanhove 3 Amnir 1 |     | Pavliukianec 4 Montvydas 2 Pazarauskas 1 | Arbitrage : Bas Spaans (Netherlands), Raili Sipura (FIN) | Arbitrage : Bas Spaans (Netherlands), Raili Sipura (FIN) |
| 31 août 2021 17:45 | Report               |     |                                          | Arbitrage : Bas Spaans (Netherlands), Raili Sipura (FIN) | Arbitrage : Bas Spaans (Netherlands), Raili Sipura (FIN) |

## Natation
Hommes
| Athlète            | Épreuve                   | Série         | Série | Finale   | Finale   |
| Athlète            | Épreuve                   | Résultat      | Rang  | Résultat | Rang     |
| ------------------ | ------------------------- | ------------- | ----- | -------- | -------- |
| Aymeric Parmentier | 100m brasse - SB14 Hommes | 1 min 10 s 12 | 6e    | Éliminé  | Éliminé  |
| Tatyana Lebrun     | 100m brasse - SB9 Femmes  | 1 min 27 s 96 | 6e    | Éliminée | Éliminée |

## Tennis
| Athlète                     | Épreuves        | 1er tour              | 2e tour                  | 3e tour                               | Quarts de finale               | Demi-finales        | Finale Match pour la 3e place | Finale Match pour la 3e place |
| Athlète                     | Épreuves        | Adversaire Résultat   | Adversaire Résultat      | Adversaire Résultat                   | Adversaire Résultat            | Adversaire Résultat | Adversaire Résultat           | Classement                    |
| --------------------------- | --------------- | --------------------- | ------------------------ | ------------------------------------- | ------------------------------ | ------------------- | ----------------------------- | ----------------------------- |
| Joachim Gérard              | Simple - Hommes | Exempté               | Bat Ratzlaff 1-6, 1-6    | Battu par Caverzaschi 6-3, 6-4        | Éliminé                        | Éliminé             | Éliminé                       | Éliminé                       |
| Jef Vandorpe                | Simple - Hommes | Bat Langmann 4-6, 1-6 | Bat Weekes 6-3, 1-6, 0-6 | Battu par Fernandez 6-2, 6-1          | Éliminé                        | Éliminé             | Éliminé                       | Éliminé                       |
| Joachim Gérard Jef Vandorpe | Double - Hommes | Non disputé           | Exempté                  | Bat Carneiro Silva/Rodrigues 6-3, 6-1 | Battu par Hewett/Reid 2-6, 2-6 | Éliminés            | Éliminés                      | Éliminés                      |

## Tennis de table
| Athlètes          | Compétition | Phase de groupes      | Phase de groupes              | Phase de groupes | Quarts de finale    | Demi-finales              | Finale           | Finale                                 |
| Athlètes          | Compétition | Adversaire Score      | Adversaire Score              | Rang             | Adversaire Score    | Adversaire Score          | Adversaire Score | Rang                                   |
| ----------------- | ----------- | --------------------- | ----------------------------- | ---------------- | ------------------- | ------------------------- | ---------------- | -------------------------------------- |
| Bart Brands       | Simple C5   | Battu par Cheng 1 - 3 | Battu par Hunter-Spivey 3 - 1 | 3e               | Éliminé             | Éliminé                   | Éliminé          | Éliminé                                |
| Laurens Devos     | Simple C9   | Bat Leibovitz 0 - 3   | Bat Perez Gonzalez 0 - 3      | 1er              | Bat Agunbiade 3 - 0 | Bat Nozdrunov 3 - 2       | Bat Ma 3 - 1     | Médaille d'or, Jeux paralympiques      |
| Florian Van Acker | Simple C11  | Bat Martinez 0 - 3    | Bat Takemori 2 - 3            | 1er              | Bat Kim 1 - 3       | Battu par Von Einem 3 - 2 | Éliminé          | Médaille de bronze, Jeux paralympiques |

## Tir à l'arc
| Athlète           | Compétition           | Tour préliminaire | Tour préliminaire | Trente-deuxièmes de finale | Seizièmes de finale       | Huitièmes de finale         | Quarts de finale | Demi-finales     | Finale Match pour la 3e place | Rang    |
| Athlète           | Compétition           | Score             | Rang              | Adversaire Score           | Adversaire Score          | Adversaire Score            | Adversaire Score | Adversaire Score | Adversaire Score              | Rang    |
| ----------------- | --------------------- | ----------------- | ----------------- | -------------------------- | ------------------------- | --------------------------- | ---------------- | ---------------- | ----------------------------- | ------- |
| Piotr Van Montagu | Libre - Arc à poulies | 683               | 18e               | Exempté                    | Bat Aungaphinan 143 - 130 | Battu par Biabani 143 - 142 | Éliminé          | Éliminé          | Éliminé                       | Éliminé |